# Josep Rosés i Constansó
Josep Rosés i Constansó   (Barcelona, 9 de febrer de 1791 - Barcelona, 2 de gener de 1857) va ser un músic i religiós català, mestre de capella de Santa Maria del Pi de Barcelona.

## Biografia
Fou fill de Lluís Rosés i de Francesca Constansó, ambdós naturals de Barcelona.
Es formà amb Francesc Sampere, mestre de capella de la basílica de Santa Maria del Pi de Barcelona. Va ser organista del monestir de Sant Pau del Camp de Barcelona i, posteriorment i amb caràcter interí, regí el magisteri de la catedral. A l'entorn de 1827, guanyà la plaça de mestre de capella de Santa Maria del Pi, càrrec que ocupà fins al seu traspàs.
Amb molt bona fama com a professor, d'entre els seus deixebles cal esmentar Joan Nin i Serra, mestre de capella de la catedral de Tortosa, el de la parròquia de Figueres, Murtra; el seu nebot, mossèn Rosés, mestre de capella de la Seu d'Urgell i futur mestre de Santa Maria del Pi de Barcelona, Bernat Calbó Puig i Capdevila, mestre de l'església de la Mercè, Hipòlit Casanovas i Gònima (futur professor de música de l'Acadèmia de la Casa de Caritat), Josep Anglada i Maranges (mestre de Sant Esteve d'Olot) i el compositor Josep Calvet i Taulé, organista del convent de Santa Clara de Barcelona.
Compongué diverses obres de música sacra: Una Missa solemne de glòria per a orquestra, dues de difunts per a instruments, motets, goigs, rosaris i altres peces. Es conserven obres seves a la Biblioteca Nacional de Catalunya i al fons musical TerC (Fons de la catedral-basílica del Sant Esperit de Terrassa).
Va morir al seu domicili del carrer de Sant Pere Més Baix de Barcelona el 2 de gener de 1857, segons hemeroteques o l'endemà dia 3, segons el registre de defunció.

## Obres
- Missa solemne de Glòria, per a orquestra
- 2 Misses de difunts per a diversos instruments
- Lamentos de las almas, a 2 cors i orquestra
- Dulcísima Virgen, letrilla á la Virgen de mayo
- Diverses misses per a dos cors
- Motet per a 4 v i Orq en Re M